# Pareulype elutata
Pareulype elutata är en fjärilsart som beskrevs av Faure 1899. Pareulype elutata ingår i släktet Pareulype och familjen mätare. Inga underarter finns listade i Catalogue of Life.